# اسفناجیان

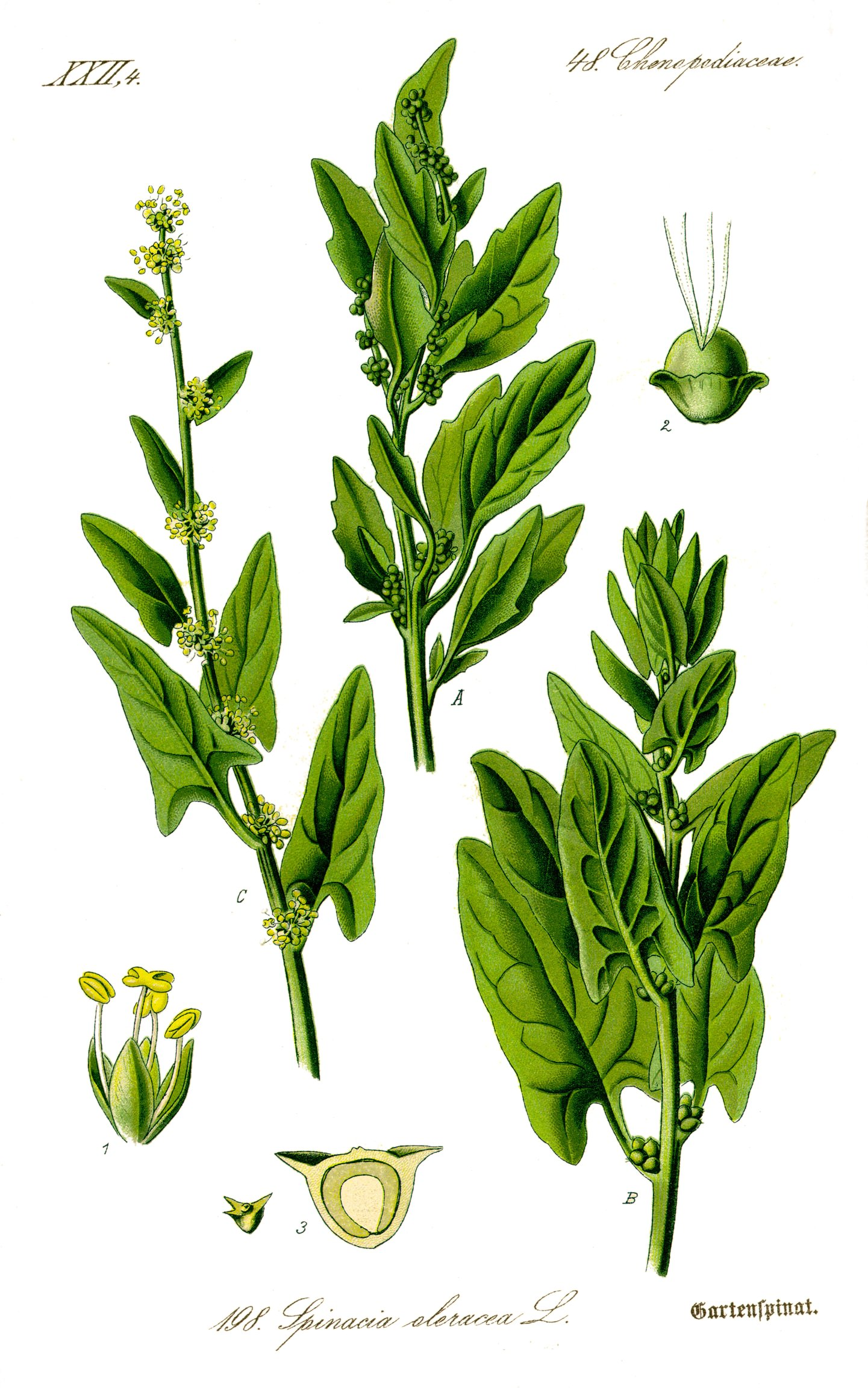
اسفناج

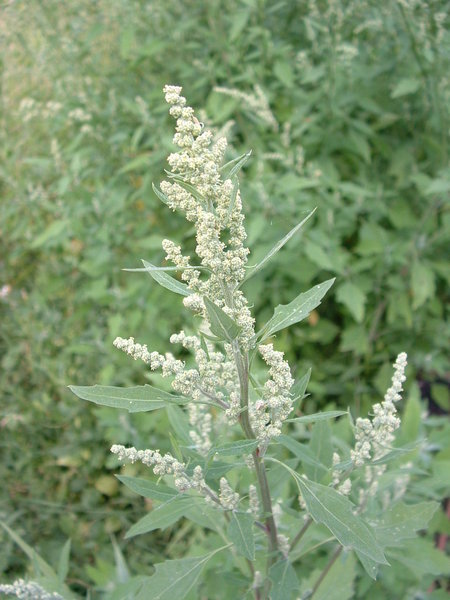
سلمک (گیاه)

اسفناجیان به گروهی از گیاهان گلدار در راسته میخک‌سانان (Caryophyllales) و خانواده یا تیره تاج‌خروسیان (Amaranthaceae) که در زیرخانواده (Chenopodioideae) گنجانده شده‌اند، گفته می‌شود. این گیاهان یک یا چندساله به صورت بوته‌ای، درختچه و به ندرت درخت دیده می‌شوند.
اسفناج خوراکی (Spinacia oleracea) تا سال ۲۰۰۳ جزو تیره سلمک (Chenopodiaceae) بشمار می‌رفت، ولی در آن سال این خانواده با تاج‌خروسیان ادغام شد.